# Nusrat Khan Jalesari
Nuṣrat Khān Jalēsarī (in urdu نصرت خان جلیسری‎?; ... – 1301) è stato un generale del Sultanato di Delhi all'epoca di ʿAlāʾ al-Dīn Khaljī.
Servì anche come Visir di ʿAlāʾ al-Dīn e svolse un ruolo importante all'epoca ella campagna militare contro Devagiri del 1296 e nella conquista di ʿAlāʾ al-Dīn del Gujarat nel 1299.

Fu ucciso durante l'assedio di Ranthambore del 1301.

## Primi anni
Nuṣrat Khān era noto anche come Malik Nuṣrat Jalēsarī. La nisba "Jalēsarī" ricorda la sua possibile associazione con Jalesar. "Nuṣrat Khān" era un titolo onorifico datogli dal Sultano ʿAlāʾ al-Dīn.

## Carriera

### Incursione su Devagiri
Nuṣrat Khān divenne un fedele di ʿAlāʾ al-Dīn già prima della sua ascesa al trono sultanale di Delhi. Quando ʿAlāʾ al-Dīn era governatore di Kara, Nuṣrat Khān lo accompagnò nell'incursione del 1296 contro Devagiri. ʿAlāʾ al-Dīn era alla testa di una possente cavalleria forte di 8 000 uomini, ma circolava la notizia che quella fosse soltanto l'avanguardia di un esercito di 20 000 cavalieri che avrebbero raggiunto Devagiri poco dopo il suo arrivo. Ramachandra, il re di Devagiri, concordò per raggiungere una tregua, dal momento che le sue forze armate erano lontane per una spedizione guidata dal principe ereditario Simhana. Tuttavia Simhana tornò prima che la tregua fosse sottoscritta, e sfidò allora ʿAlāʾ al-Dīn alla battaglia. ʿAlāʾ al-Dīn lasciò 1 000 cavalieri sotto Nuṣrat Khān nella città di Devagiri, e guidò la rimanente cavalleria e il resto del suo esercito contro Simhana. I guerrieri di ʿAlāʾ al-Dīn erano in numero inferiore al nemico e soffrirono perdite negli scontri. Quando Nuṣrat Khān seppe ciò lasciò la città senza attendere gli ordini di ʿAlāʾ al-Dīn, e portò il suo contingente sul campo di battaglia. Le forze di Simhana pensarono che quei soldati di Nuṣrat Khān fossero i favoleggiati 20 000 cavalieri e fuggirono in preda al panico.

### Ruolo nell'ascesa al potere di ʿAlāʾ al-Dīn
Dopo che ʿAlāʾ al-Dīn assassinò lo zio, il Sultano Jalāl al-Dīn, a Kara nel 1296, Nuṣrat Khān ebbe il comando di una parte dell'esercito durante la marcia su Delhi.
Poco dopo la sua ascesa al trono, ʿAlāʾ al-Dīn spedì un esercito per la conquista di Multān, che era controllata da un figlio di Jalāl al-Dīn, Arkalī Khān. L'esercito prese Multān e imprigionò Arkalī e altri componenti superstiti della famiglia di Jalāl al-Dīn (che era anche quella del Sultano ʿAlāʾ al-Dīn). Nuṣrat Khān incontrò il contingente che tornava da Multān ad Abohar, e riservò severe punizioni ai prigionieri, ubbidendo agli ordini di ʿAlāʾ al-Dīn. Accecò i figli di Jalāl al-Dīn, Arkalī Khān e Rukn al-Dīn Ibrāhīm, e in seguito li incarcerò a Hansi. Accecò anche i loro leali ufficiali, Ulghu (o Malik Alghu) e Malik Aḥmad Chap, e giustiziò i figli di Arkalī Khān. Arrestò anche la vedova di Jalāl al-Dīn (l'antica Malika-i Jahān) e altre dame dell'harem di Delhi, con Malik Aḥmad Chap. Tali prigionieri scampati alla morte furono tenuti sotto sorveglianza nella casa di Nuṣrat Khān a Delhi.

### Visir
ʿAlāʾ al-Dīn nominò Nuṣrat Khān suo visir poco dopo la conquista di Multān. Nuṣrat Khān contribuì a rafforzare il piano di ʿAlāʾ al-Dīn di rafforzare il proprio potere a Delhi, arrestando, accecando e uccidendo i nobili nominati da Jalāl al-Dīn e dai suoi predecessori. Ottenne forti somme per il tesoro sultanale confiscando le loro proprietà. Come risultato, Nuṣrat Khān divenne molto impopolare a Delhi, e ʿAlāʾ al-Dīn preferì inviarlo via, nominandolo suo governatore a Kara.

### Campagna militare contro il Gujarat
Nel 1299, ʿAlāʾ al-Dīn ordinò a Nuṣrat Khān e a Ulugh Khān di invadere il Gujarat. Il re Karna della dinastia Vaghela offrì debole resistenza e i due generali saccheggiarono così varie città. Nuṣrat Khān marciò fino al lontano ricco porto di Khambhat, dove ottenne un tributo molto cospicuo dai commercianti locali e dalle persone maggiormente abbienti della città. Lì ottenne con la forza anche lo schiavo che sarà poi chiamato Malik Kāfūr, che guiderà in seguito la campagna di ʿAlāʾ al-Dīn in Deccan. Secondo lo scrittore jainita Jinaprabha, Ulugh Khān e Nuṣrat Khān distrussero centinaia di centri abitati, compresa Asavalli (vicino all'attuale Ahmedabad), Vanmanthali e Surat. Depredarono anche numerosi monasteri, palazzi e templi.
Mentre tornavano a Delhi, i generali ingiunsero ai soldati di versare il khums del bottino preso (un quinto). Alcuni soldati provarono a nascondere il reale ammontare di quanto preso, dando origine ad aspre dispute. I generali punirono severamente alcuni soldati, scatenando un ammutinamento presso Jalore, per lo più sobillato dai soldati mongoli (Mughal) di recente conversione all'Islam. I ribelli ammazzarono il fratello di Nuṣrat Khān, Malik ʿIzz al-Dīn, che era segretario di Ulugh Khān. Ulugh Khān scampò alla morte fuggendo a ripararsi nella tenda di Nuṣrat Khān, dove i soldati a lui fedeli si riunirono riuscendo a obbligare gli assalitori a ritirarsi. dopo aver represso l'ammutinamento, i due generali marciarono alla volta di Delhi. Lì, Nuṣrat Khān comminò una brutale punizione alle mogli e ai figli innocenti degli uomini che avevano assassinato suo fratello. I fanciulli furono fatti a pezzi di fronte alle madri, che erano state violentate, umiliate e obbligate a prostituirsi. Tali brutali castighi impressionarono il cronista musulmano, quasi contemporaneo dei fatti, Ḍiyāʾ al-Dīn Baranī, che dichiarò che nessuna fede religiosa autorizzava quello scempio. Secondo lui, la pratica di punire mogli e figlioletti cominciò con quel barbaro episodio a Delhi.

## Ultimi giorni
Nella battaglia di Kili (1299) contro i Mongoli, Nuṣrat Khān comandò l'ala sinistra dello schieramento militare di ʿAlāʾ al-Dīn. Nel 1301, il Sultano ordinò a Ulugh Khān e a Nuṣrat Khān d'invadere  Ranthambore, che era governata da re Hammiradeva della dinastia Chahamana. Durante l'assedio, Nuṣrat Khān fu colpito da una pietra scagliata da un mangano (manjaniq) e morì 2-3 giorni dopo.
Il nipote di Nuṣrat Khān, Malik Chajju, servì del pari ʿAlāʾ al-Dīn, e guidò il fallito assedio di Warangal. ·  